# Kolaborant (Star Trek: Stanice Deep Space Nine)
Kolaborant (v anglickém originále The Collaborator; v původním českém překladu Zrádce) je v pořadí dvacátá čtvrtá epizoda druhé sezóny seriálu Star Trek: Stanice Deep Space Nine.
Bajoran Kubus Oak, který pomáhal Cardassianům za okupace, se chce vrátit zpět domů v době, kdy má proběhnout volba nového kai, jejímž favoritem je vedek Bareil.

## Příběh
Bajorané se chystají na volbu nového kai, svého nejvyššího duchovního vůdce, poté, co uznávaná a respektovaná kai Opaka odešla do gamma kvadrantu. Major Kira Nerys doufá, že by se duchovním vůdcem mohl stát její přítel vedek Bareil Antos, se kterým navázala romantický vztah, ten má ale proti sobě velkého protivníka, vedeka Winn Adami. Kira Winn nesnáší kvůli jejím politickým i osobním ambicím a má také silné podezření, že stojí za posledním atentátem na Bareila.
Mezitím Odo zatkne Bajorana Kubuse Oaka, který odešel do exilu kvůli své kolaboraci s Cardassiany během jejich okupace Bajoru. Vedek Winn přesvědčí Oda, aby jej nezavíral do vězení, přičemž Kubusovi nabídne azyl výměnou za informace o masakru v údolí Kendra, který proběhl za války na Bajoru. Při něm bylo zabito 43 bajorských partyzánů včetně syna kai Opaky a proslýchá se, že to mohl být nějaký vedek, kdo informoval Cardassiany. Winn chce nalézt důkaz, že tím vedekem byl Bareil, a škodolibě oznámí Kiře, že se chystá zničit Bareilovu šanci na zvolení.
Posádka stanice Deep Space Nine analyzuje záznamy a skutečně zjistí, že tím odpovědným byl Bareil. Protože tomu Kira nevěří, konfrontuje svého přítele s důkazy, ten poté přizná, že byl tím vedekem, který poskytl Cardassianům pozici skupiny bajorského odboje. Vysvětlí jí, že kdyby to neudělal, Cardassiané by vyhladili jednu vesnici po druhé, dokud by si nebyli jistí, že odbojovou buňku zničili. Bareil jim proto dal informace, aby za cenu 43 partyzánů zachránil tisíce životů vesničanů.
Kira je tímto přiznáním zdrcena a krátce poté se dozví, že Bareil stáhl svoji kandidaturu na kai, čímž uvolnil Winn cestu k pozici duchovního vůdce všech Bajoranů, která je skutečně za kai zvolena. Major však pátrá dál a učiní překvapivý objev: důkaz, že Bareil nemohl být zdrojem té informace, že tedy musí krýt někoho jiného. Když se jej na to zeptá, přizná se, že to udělal na ochranu Opaky, která byla oním „kolaborantem“. Obětovala odbojovou skupinu včetně svého syna, aby zachránila vesničany. Bareil ji kryl proto, že Bajorané potřebovali v ni věřit během těchto těžkých a bolestných časů.

## Zajímavosti
- Podle původních plánů producentů se měl kai stát Bareil, což by však do příběhu nepřineslo nic dramatického, neboť je přítelem Federace.
- Jedná se o poslední epizodu Deep Space Nine, která byla odvysílána při souběžném vysílání s Novou generací, jež po sedmi sezónách skončila.